# Шарль Бем
Шарль Бем (фр. Charles Behm; (нар.17 січня 1883, Люксембург (місто), Люксембург — пом.15 лютого 1957, Люксембург (місто), Люксембург) — люксембурзький гімнаст, учасник літніх Олімпійських ігор 1912 року (4-е місце в основній командній першості і 5-е місце в командній першості в довільній системі).